# روسین
روسین (به آلمانی: Rossin) یک شهر در آلمان است که در فرپومرن-گرایفسوالد واقع شده‌است. روسین ۱۷۸ نفر جمعیت دارد.